# Lophiomeryx
Lophiomeryx és un gènere extint de mamífers artiodàctils de la família dels lofiomerícids que visqueren a Àsia i Europa des de l'Eocè superior fins al Miocè inferior, fa entre 20,5 i 37,7 milions d'anys. Se n'han trobat restes fòssils a Espanya (incloent-hi el jaciment de Calaf, a l'Anoia), França, l'Índia, el Kazakhstan, Mongòlia, el Pakistan, la República Txeca i la Xina. Tenen les dents canines reduïdes i la segona i tercera premolars allargades. Aparegueren a Àsia i passaren a Europa poc després de la Grande Coupure. El nom genèric Lophiomeryx significa ‘remugant de cresta petita’.